# Saint-Élix-Theux
 Saint-Élix-Theux  là một xã của tỉnh Gers, thuộc vùng Occitanie, tây nam nước Pháp.

## Geography
The Petite Baïse flows northward through the eastern part of the commune.